# Xã Oak Grove, Quận Lonoke, Arkansas
Xã Oak Grove (tiếng Anh: Oak Grove Township) là một xã thuộc quận Lonoke, tiểu bang Arkansas, Hoa Kỳ. Năm 2010, dân số của xã này là 4.154 người.